# Редіу-Мітрополієй
Редіу-Мітрополієй (рум. Rediu Mitropoliei) — село у повіті Ясси в Румунії. Входить до складу комуни Попрікань.
Село розташоване на відстані 336 км на північ від Бухареста, 17 км на північний захід від Ясс.

## Населення
За даними перепису населення 2002 року у селі проживали 140 осіб, усі — румуни. Усі жителі села рідною мовою назвали румунську.